# Jacobus Prins

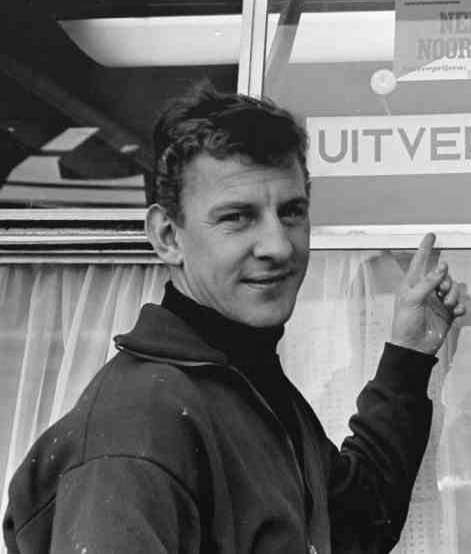
Jacobus Prins

Jacobus „Co“ Prins (* 5. Juni 1938 in Amsterdam; † 25. September 1987 in Antwerpen) war ein niederländischer Fußballspieler. Mit Ajax Amsterdam hat der technisch brillante Halbstürmer im damaligen WM-System 1960 die Meisterschaft und 1961 den Pokal gewonnen und in der niederländischen Nationalmannschaft von 1960 bis 1965 zehn Länderspiele (3 Tore) absolviert. Von 1963 bis 1965 hat Prins beim 1. FC Kaiserslautern in der Fußball-Bundesliga 36 Ligaspiele bestritten und neun Tore erzielt.

## Leben
Prins spielte in seiner Jugend für OVVO Amsterdam und wechselte 1959 zu Ajax Amsterdam. In seiner ersten Saison bei Ajax, 1959/60, erzielte er in 34 Ligaeinsätzen acht Tore und gewann mit seinem Team die Meisterschaft in der Eredivisie. Im zweiten Ajaxjahr, 1960/61, glückte die Titelverteidigung nicht, mit zwei Punkten Rückstand zu Feijenoord Rotterdam musste der Titelverteidiger sich mit der Vizemeisterschaft begnügen. Prins hatte in 32 Ligaspielen 12 Tore erzielt. Am 30. Oktober 1960 gab er in Prag bei einem Freundschaftsspiel gegen die Tschechoslowakische Fußballnationalmannschaft bei einer 0:4-Niederlage sein Debüt für die Niederländische Fußballnationalmannschaft. Nach 114 Spielen für Ajax Amsterdam, bei denen er 33 Tore erzielte, wechselte Prins für 45.000 Gulden 1963 als Topverpflichtung zum 1. FC Kaiserslautern. Er war damit der erste Ausländer in der Bundesliga-Geschichte der „Roten Teufel“.
Neben Prins kamen zur Debütrunde der Bundesliga auch noch Harald Braner (Wormatia Worms), Horst-Dieter Strich (Mainz 05) und Willi Wrenger (RW Oberhausen) an den Betzenberg. Prins debütierte gemeinsam mit Walter Gawletta, Willy Reitgaßl, Winfried Richter und Harald Braner am 24. August 1963 im FCK-Angriff bei einem 1:1-Auswärtsremis gegen Eintracht Frankfurt, in der neuen Eliteklasse des DFB-Fußballs. Sein erstes Tor erzielte er am 7. September bei einem 2:2 bei Hertha BSC, wo er eine technisch starke Achse mit Jürgen Neumann gebildet hatte. Bei der torreichen 3:9-Auswärtsschlappe am 16. November bei Borussia Dortmund wurde der Mann aus Amsterdam in der 30. Minute des Feldes verwiesen. Am 20. Spieltag, den 15. Februar 1964, war Prins der Siegtorschütze zum 2:1-Heimerfolg gegen das von Max Merkel trainierte Team von 1860 München. Als am 24. Spieltag, den 14. März 1964, dem FCK ein 3:1-Heimerfolg gegen den 1. FC Nürnberg glückte, wurde der niederländische „Zauberer“ mit der Spielnote 1 ausgezeichnet. Im Spielbericht in der Rundenchronik wird explizit festgehalten: „Prins zeigte in diesem Spiel die ganze Bandbreite seines Könnens!“ Bei der Rundenbilanz zu Trainer Brocker wird ferner aufgeführt: „Schwierigkeiten bereiteten Brocker zudem die launischen Auftritte der wichtigen Verbinder Reitgaßl und Prins, die zwischen Welt- und Kreisklasse agierten.“ Bis 1965 bestritt Prins 36 Spiele in der Bundesliga und erzielte dabei neun Tore. Das zweijährige Gastspiel in der Pfalz endete versöhnlich, denn Prins war im dramatischen Endspurt 1965 unter Brocker-Nachfolger Werner Liebrich einer der ganz entscheidenden Akteure, die den sicher geglaubten Abstieg noch abwendeten. Am 7. April 1965 war er auch im WM-Qualifikationsspiel der Niederlande in Rotterdam gegen Nordirland zum Einsatz gekommen. Das Spiel endete 0:0 und Prins war dabei an der Seite von Mitspielern wie Eddy Pieters-Graafland, Rinus Israël, Pierre Kerkhoffs, Henk Groot und Coen Moulijn aufgelaufen.
Nach einer Knieverletzung ging er zur Saison 1965/66 zurück zu Ajax Amsterdam und lief am 17. Oktober 1965 zum zehnten und letzten Länderspiel für die Niederlande auf. Das WM-Qualifikationsspiel in Amsterdam gegen die Schweiz endete 0:0 und Prins unterschrieb im Dezember 1966 neben einigen weiteren Niederländern einen Vierjahresvertrag bei den Pittsburgh Phantoms für die folgende Spielzeit in der National Professional Soccer League, einem der beiden Vorgängern der North American Soccer League die von 1968 bis zu ihrem Ende 1984 globale Ausstrahlung hatte. Da die NPSL nicht von der FIFA anerkannt war, wurde er im September 1967 vom Niederländischen Fußballverband gesperrt. Die Sperre wurde am 1. Juni 1968 wieder aufgehoben.
Die Phantoms stellten nach nur einem Jahr den Spielbetrieb ein und Prins spielte nach 21 Ligaeinsätzen mit acht Toren 1968 für die New York Generals in der  NASL. Bei den Generals brachte er es in 27 Ligaspielen auf fünf Tore. Nach der Auflösung der Generals am Ende der Spielzeit schloss sich Prins dem MVV Maastricht an, wo der offensivstarke Halbstürmer in 79 Ligaeinsätzen fünf Tore erzielte. Im Dezember 1971 zog Prins zu Vitesse Arnheim und wechselte im Juni 1972 zu Helmond Sport. Er beendete seine Fußballkarriere 1975.
Bei Karn/Rehberg ist zu Prins notiert: „Ein genialer, aber selten konstanter Halbstürmer, kein bisschen Musterprofi, privat ein Exzentriker, der beträchtliche Teile seiner Freizeit im Mannheimer Rotlichtviertel verbrachte.“
Nach seiner aktiven Spielerkarriere wurde Prins Trainer der kleineren belgischen Vereine KFC Rita Berlaar, KV Turnhout und Boom FC. Parallel dazu betrieb er mit dem Prince Pub eine eigene Bar in Antwerpen.
1981 spielte er in Flucht oder Sieg neben Sylvester Stallone, Michael Caine und Pelé die Nebenrolle des niederländischen Fußballers Pieter van Beck.
Am 25. September 1987 starb Jacobus Prins während eines Altherrenspieles des FC Schilde an einem Herzinfarkt beim Torjubel.